# Lauren Child
Lauren Child, MBE (Inglaterra, 1967) es una autora inglesa, conocida por haber escrito los libros de la serie televisiva serie Charlie y Lola.
Es también la autora de la serie de Clarice Bean, que ya tiene seis libros editados.

## Ediciones brasileñas
- Eu Não Quero Dormir Agora - Col. Charlie e Lola
- Eu Nunca Vou Comer Tomate - Col. Charlie e Lola
- Eu Sou Muito Pequena para a Escola - Col. Charlie e Lola
- Tipo Assim, Clarice Bean
- Clarice Bean Tem um Problema
- Clarice Bean Sou Eu
- A Cama dos Sonhos
- Clarice Bean Não olhe agora

## Ediciones extranjeras
- Beware of the Storybook Wolves
- that pesky rat
- I Am Not Sleepy and I Will Not Go to Bed
- I Will Never Not Ever Eat a Tomato
- I Am Too Absolutely Small For School
- My Uncle is a Huckle - say's Clarice Bean
- What Planet Are You From? - Clarice Bean
- Utterly Me - Clarice Bean
- Clarice Bean: That's Me
- Clarice Bean - Spells Trouble
- Clarice bean, Don't Look Now
- I Want a Pet
- My Dream Bed
- Hubert Horatio
- The Princess and the Pea
- Who's Afraid of The Big Bad Book?